# San Ildefonso Villa Alta (kommun)
San Ildefonso Villa Alta är en kommun i Mexiko.   Den ligger i delstaten Oaxaca, i den sydöstra delen av landet, 400 km sydost om huvudstaden Mexico City.
Följande samhällen finns i San Ildefonso Villa Alta:
- San Ildefonso Villa Alta
- Santa Catarina Yetzelalag